# Sileshi Sihine
Sileshi Sihine (ur. 29 stycznia 1983 w Sheno) – etiopski lekkoatleta, długodystansowiec, dwukrotny wicemistrz olimpijski z Aten i Pekinu w biegu na 10 000 metrów, 4-krotny medalista mistrzostw świata.
Jest mężem dwukrotnej mistrzyni olimpijskiej z Pekinu w biegu na 5000 i 10 000 m Tirunesh Dibaby, którą poślubił w październiku 2008 w obecności kilku tysięcy fanów.

## Sukcesy
| Rok  | Zawody               | Miasto   | Miejsce | Konkurencja |
| ---- | -------------------- | -------- | ------- | ----------- |
| 2003 | Mistrzostwa Świata   | Paryż    | 3.      | 10 000 m    |
| 2004 | Igrzyska Olimpijskie | Ateny    | 2.      | 10 000 m    |
| 2005 | Mistrzostwa Świata   | Helsinki | 2.      | 5000 m      |
| 2005 | Mistrzostwa Świata   | Helsinki | 2.      | 10 000 m    |
| 2007 | Mistrzostwa Świata   | Osaka    | 2.      | 10 000 m    |
| 2008 | Igrzyska Olimpijskie | Pekin    | 2.      | 10 000 m    |

## Rekordy życiowe
- 3000 m – 7.29,92 (2005)
- 5000 m – 12.47,04 (2004) 10. wynik w historii światowej lekkoatletyki
- 10 000 m – 26.39,96 (2005)
- Półmaraton – 1:01,14 (2005)